# Villa de Balcozna
Villa de Balcozna (también conocida como Balcozna) es una localidad de la provincia argentina de Catamarca, dentro del Departamento Paclín.

Se encuentra a 91 km de San Fernando del Valle de Catamarca, y a 33 km de la cabecera departamental por la Ruta Provincial N 9. 

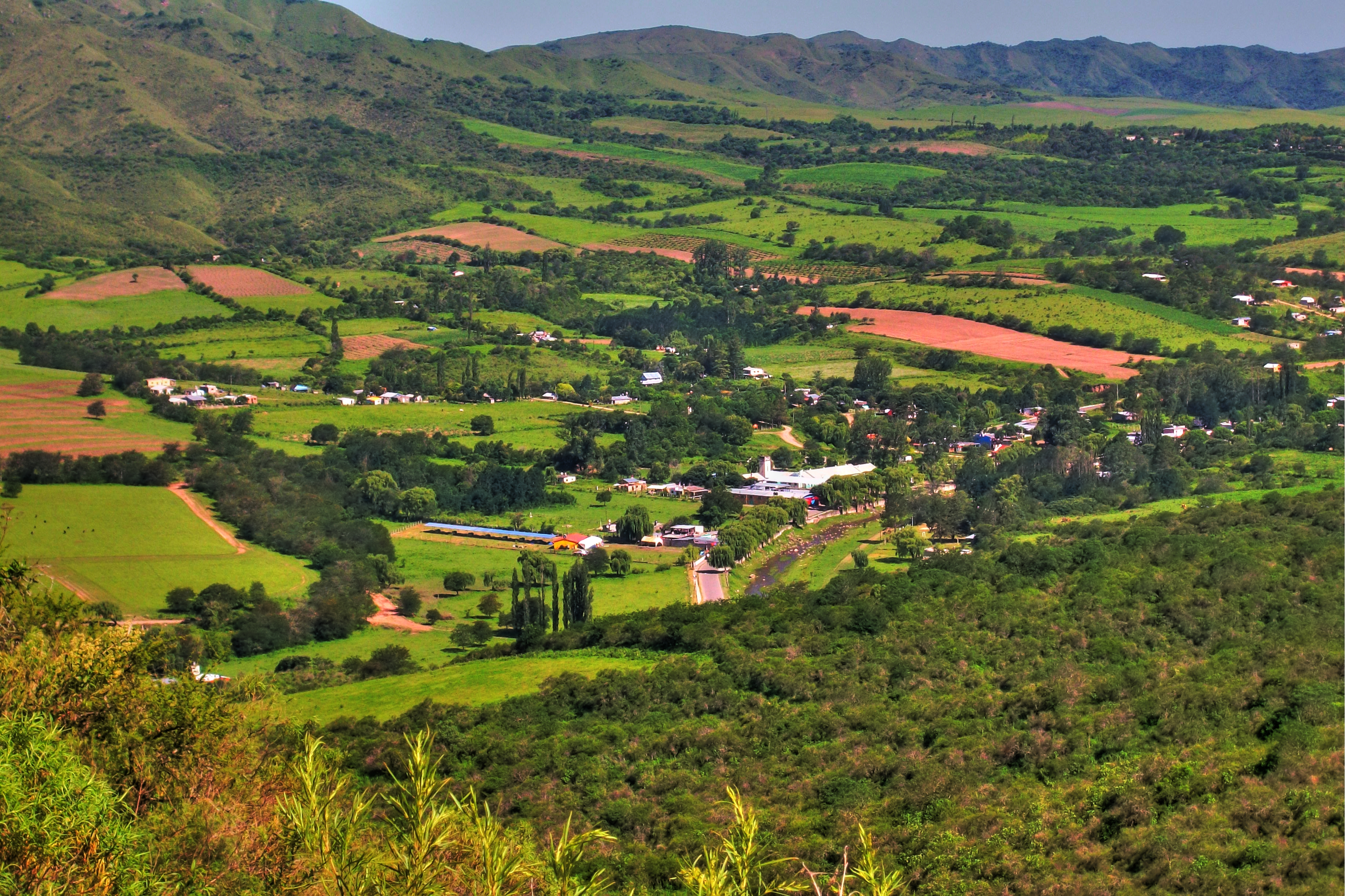
Villa de Balcozna

## Toponimia
Lafone Quevedo afirma que su nombre proviene de"Bal" (redondo) + Cosna que viene de "Cusa"  (Asar en brasas), cuya interpretación final queda como “Lugar redondo para asar en brasas”
Por otro lado, Pedro Bazán opina que proviene del Ulacol y que significa "La Tuna"
En ciertos escritos antiguos su nombre aparece como '"Balcona"'

## Geografía

### Población
Cuenta con 210 habitantes (Indec, 2010), lo que representa una disminución del 23,35% frente a los 274 del censo anterior.
En 2008 fue presentado en la Cámara de Diputados provincial un proyecto para crear el municipio de Balcozna, pero el mismo no obtuvo sanción.

### Clima
Posee un verano húmedo con temperaturas que ocasionalmente superan los 35 °C por las tardes aunque su clima de montaña brinda noches agradables a frescas y en ocasiones frías, llegándose a registrar en enero, temperaturas de hasta 5 °C. Los días de alto calentamiento del verano son muy propicios para la formación de tormentas, algunas muy fuertes que provocan la crecida del río Balcozna. Son muy recordadas crecidas históricas como la de 1993, la de diciembre de 1997 y la de abril de 2015.
La época seca comienza a finales del otoño abarcando todo el invierno. Cuando las irrupciones de aire frío provenientes del sur llegan, las temperaturas pueden descender tanto como hasta los -10 °C. Son famosas en el pueblo las intensas heladas que congelan las cañerías de agua que están en la intemperie.
Las nevadas se hicieron presentes históricamente en la localidad y suceden casi todos los años, habiéndose registrado 4 en el año 2007. Una de las más grandes y recordadas fue la nevada del 31 de agosto de 2005 y la histórica nevada del 15, 16 y 17 de julio de 2010.

### Sismicidad
La sismicidad de la región de Catamarca es frecuente y de intensidad baja, y un silencio sísmico de terremotos medios a graves cada 30 años en áreas aleatorias. Sus últimas expresiones se produjeron:
- 21 de marzo de 1892 (132 años), a las 1.45 UTC-3 con 6,0 Richter; como en toda localidad sísmica, aún con un silencio sísmico corto, se olvida la historia de otros movimientos sísmicos regionales (terremoto de Recreo de 1892)
- 21 de octubre de 1966 (58 años), a las 12.39 UTC-3 con 5,0 Richter
- 3 de noviembre de 1973 (51 años), a las 14.17 UTC-3 con 5,8 Richter: además de la gravedad física del fenómeno se unió el olvido de la población a estos eventos recurrentes
- 7 de septiembre de 2004 (20 años), a las 8.53 UTC-3, con una magnitud aproximadamente de 6,5 en la escala de Richter (terremoto de Catamarca de 2004)[1]